# Julie de Certaldo
Bienheureuse Julie de Certaldo était une domestique qui rejoignit à 19 ans le tiers ordre de saint Augustin à Florence. Rentrée dans sa ville natale de Certaldo (province de Florence), elle vécut comme anachorète à côté de l'église Saint-Michel-et-Jacques. Elle mourut à 48 ans, le 9 janvier 1367. Son culte a été confirmé en 1819. Elle est fêtée le 9 janvier.